# العلاقات البلغارية الكوبية
العلاقات البلغارية الكوبية هي العلاقات الثنائية التي تجمع بين بلغاريا وكوبا.

## مقارنة بين البلدين
هذه مقارنة عامة ومرجعية للدولتين:
| وجه المقارنة                                              | بلغاريا                                                                             | كوبا                              |
| --------------------------------------------------------- | ----------------------------------------------------------------------------------- | --------------------------------- |
| المساحة (كم2)                                             | 110.99 ألف                                                                          | 109.88 ألف                        |
| عدد السكان (نسمة)                                         | 7.08 مليون                                                                          | 11.48 مليون                       |
| الكثافة السكانية (ن./كم²)                                 | 63.79                                                                               | 104.48                            |
| العاصمة                                                   | صوفيا                                                                               | هافانا                            |
| اللغة الرسمية                                             | اللغة البلغارية                                                                     | اللغة الإسبانية                   |
| العملة                                                    | ليف بلغاري                                                                          | بيزو كوبي، بيزو كوبي قابل للتحويل |
| الناتج المحلي الإجمالي (بليون دولار)                      | 56.83 مليار                                                                         | 87.13 مليار                       |
| الناتج المحلي الإجمالي (تعادل القوة الشرائية) بليون دولار | 130.99 مليار                                                                        |                                   |
| الناتج المحلي الإجمالي الاسمي للفرد دولار أمريكي          | 8.03 ألف                                                                            |                                   |
| الناتج المحلي الإجمالي للفرد دولار أمريكي                 | 17.21 ألف                                                                           |                                   |
| مؤشر التنمية البشرية                                      | 0.782                                                                               | 0.769                             |
| رمز المكالمات الدولي                                      | +359                                                                                | +53                               |
| رمز الإنترنت                                              | .bg، .бг ‏                                                                           | .cu                               |
| المنطقة الزمنية                                           | ت ع م+02:00، ت ع م+03:00، أوروبا/صوفيا ‏، توقيت شرق أوروبا، توقيت شرق أوروبا الصيفي ‏ | 00                                |

## منظمات دولية مشتركة
يشترك البلدان في عضوية مجموعة من المنظمات الدولية، منها:
| علم المنظمة | اسم المنظمة                   | تاريخ انضمام بلغاريا | تاريخ انضمام كوبا |
| ----------- | ----------------------------- | -------------------- | ----------------- |
|             | يونسكو                        | 17 مايو 1956         | 29 أغسطس 1947     |
|             | منظمة حظر الأسلحة الكيميائية  | ?                    | ?                 |
|             | منظمة التجارة العالمية        | 1 ديسمبر 1996        | ?                 |
|             | الاتحاد البريدي العالمي       | ?                    | ?                 |
|             | منظمة الشرطة الجنائية الدولية | ?                    | ?                 |
|             | الأمم المتحدة                 | 14 ديسمبر 1955       | 24 أكتوبر 1945    |
|             | الاتحاد الدولي للاتصالات      | 18 سبتمبر 1880       | 16 يناير 1918     |
|             | مجلس التعاون الاقتصادي        | 25 يناير 1949        | 1972              |

## وصلات خارجية
- موقع وزارة الخارجية البلغارية
- موقع وزارة الخارجية الكوبية